# Шенбек (Мекленбург-Передня Померанія)
Шенбек (нім. Schönbeck) — громада в Німеччині, розташована в землі Мекленбург-Передня Померанія. Входить до складу району Мекленбургіше-Зенплатте. Складова частина об'єднання громад Вольдег.
Площа — 24,33 км2. Населення становить 465 ос. (станом на 31 грудня 2020).